# Witalij Buz
Witalij Mykolajowytsch Buz (ukrainisch Віталій Миколайович Буц, englische Transkription Vitaliy Buts; * 24. Oktober 1986 in Mykolajiw) ist ein ukrainischer Radrennfahrer.

## Sportliche Laufbahn
Witalij Buz gewann 2008 beim Giro delle Regioni die letzte Etappe und entschied auch die Gesamtwertung für sich. Daraufhin erhielt er zur Saison 2009 einen Vertrag beim damaligen Team Lampre, für das er 2009 eine Etappe der Tour of Hainan gewann.
Zur Saison 2013 wechselte Buz zum ukrainischen UCI Continental Team Kolss Cycling, für das er vier Jahre fuhr. In diesen Jahren siegte er bei zahlreichen Radrennen und Etappen von Rundfahrten. 2013 gewann er den Grand Prix of Sochi und die Romanian Cycling Tour, 2015 die Black Sea Cycling Tour, 2017 die Tour of Ukraine und die Bulgarien-Rundfahrt – Süd. 2014 sowie 2017 wurde er ukrainischer Meister im Straßenrennen.
Nach Auflösung des Kolss Cycling Teams wechselte Buz jährlich von einem Continental Team zum nächsten, an die Erfolge aus den Vorjahren konnte er nur gelegentlich anknüpfen. Seit der Saison 2021 ist Buz Mitglied beim türkischen Sakarya BB Pro Team.

## Erfolge
2008
- Gesamtwertung und eine Etappe Giro delle Regioni

2009
- eine Etappe Tour of Hainan

2013
- Gesamtwertung und eine Etappe Grand Prix of Sochi
- eine Etappe Grand Prix of Adygeya
- Mayor Cup
- eine Etappe Five Rings of Moscow
- Gesamtwertung, eine Etappe und Mannschaftszeitfahren Romanian Cycling Tour
- eine Etappe Tour of Szeklerland
- eine Etappe Bulgarien-Rundfahrt

2014
- eine Etappe Grand Prix of Sochi
- Race Horizon Park 1
- Ukrainischer Meister – Straßenrennen
- eine Etappe Tour of China I

2015
- eine Etappe Tour of Mersin
- Grand Prix of Vinnytsia
- Odessa Grand Prix - 2
- Gesamtwertung und zwei Etappen Black Sea Cycling Tour

2016
- Banja Luka-Belgrad I
- Horizon Park Race for Peace
- Mannschaftszeitfahren Tour of Ukraine
- eine Etappe Tour of Qinghai Lake
- eine Etappe Bulgarien-Rundfahrt

2017
- Gesamtwertung, eine Etappe, Punktewertung und Mannschaftszeitfahren Tour of Ukraine
- Ukrainischer Meister – Straßenrennen
- Gesamtwertung und drei Etappen Bulgarien-Rundfahrt – Süd

2018
- eine Etappe Tour of Małopolska

2020
- Grand Prix Velo Erciyes

2021
- Bergwertung Türkei-Rundfahrt